# Arcos de la Llana
Arcos de la Llana es la denominación de una villa y de un municipio español situado en la provincia de Burgos, en la comunidad autónoma de Castilla y León, comarca de Alfoz de Burgos, partido judicial de Burgos, cabecera del ayuntamiento de su nombre.
El río Ausín recorre el norte del municipio. En el año 2021 se inauguraron las piscinas municipales.
En la actualidad, Arcos forma parte del área metropolitana de Burgos, constituyendo uno de los núcleos más poblados y de mayor crecimiento porcentual en los últimos años.

## Geografía
Se encuentra situado a 10 kilómetros al sur de Burgos.
Es atravesado por el río Ausín. En la entrada al municipio, se encuentra un pequeño parque lineal en torno al río, restaurado recientemente.

### Núcleo histórico
Antiguamente se encontraba completamente amurallado. Se entraba en el pueblo a través de unos arcos de piedra que le dan su nombre. Actualmente quedan dos de ellos; uno coronado con las armas imperiales de Carlos I de España (cuyas armas eran un campo de plata, un águila exployada de sable picada, membrada de oro linguada y uñada de gules, cargada de un escudo cuartelado de Castilla y León, rodeado del Toisón de Oro), y otro perteneciente al patio del palacio.

### Núcleos de población
Arcos es la capital del municipio, que cuenta además con la Entidad Local Menor de Villanueva Matamala.
En el año 2001 ambas localidades contaban con 224 viviendas, 83 principales, 93 secundarias y 48 desocupadas para una población estacional máxima de 395 habitantes.

### Comunicaciones
Modificación de intersección de las carreteras provinciales BU-P-1007, BU-P-1001, BU-V-1014 y BU-V-1002  (enlace roto disponible en Internet Archive; véase el historial, la primera versión y la última)., obra licitada por Diputación por un importe de 234.879,71 euros.

## Demografía
Arcos cuenta con una población de 1838 habitantes (INE 2024).
| Gráfica de evolución demográfica de Arcos entre 1842 y 2021 |
| |
| Población de derecho según los censos de población del INE Población de hecho según los censos de población del INEEntre el censo de 1857 y el anterior, crece el término del municipio porque incorpora a Villanueva Matamala. |

En el censo de la matrícula catastral había en Arcos una población de derecho de 505 habitantes repartidos en 150 hogares. Después de este censo se incorporó el pueblo de Villanueva Matamala, contabilizándose una población de hecho entre ambos pueblos de 784 habitantes en el censo de 1860. Desde comienzos del siglo XX la población de Arcos de la Llana se mantuvo constantemente por encima de los seis centenares de habitantes hasta que a partir de la década de 1960 comenzó a perder rápidamente población, que emigraba a la ciudad de Burgos. Se llegó a un mínimo de 228 habitantes en 1991.
El inicio del siglo XXI trajo un profundo cambio de tendencia: la cercanía a la capital y el alto precio de las viviendas en la ciudad, propició que rápidamente, en tan solo la primera década del siglo XXI, se recuperase toda la población perdida, hasta duplicar en 2010 la población media que había tenido el municipio en toda la primera mitad del siglo XX. En 2010, de una población de 1215 habitantes, 1162 habitaban Arcos y 53 Villanueva Matamala.

## Historia
Arcos de la Llana surgió probablemente sobre un antiguo poblamiento. Luciano Huidobro de la Serna descubrió un yacimiento romano de escasa importancia, según el mismo autor, cuyos hallazgos corresponden a los términos "Llano Corral" y "San Lázaro". En algunos documentos del siglo X ya aparece citada la villa de Arcos (957). Un siglo después, el 9 de diciembre del 1072, el Rey Alfonso VI de León y Castilla entregó la villa con todas sus pertenencias a la Abadía de San Pedro de Cardeña. Posteriormente Alfonso VII entregó el lugar al Hospital del Emperador de la ciudad de Burgos (1123). En 1128 el mismo rey castellano hizo donación solemne del Hospital del Emperador con todas sus pertenencias a la mitra burgalesa, ostentando desde entonces los obispos y arzobispos de Burgos el título de señores de Arcos, en cuyo recinto tuvieron los prelados durante siglos un confortable palacio.

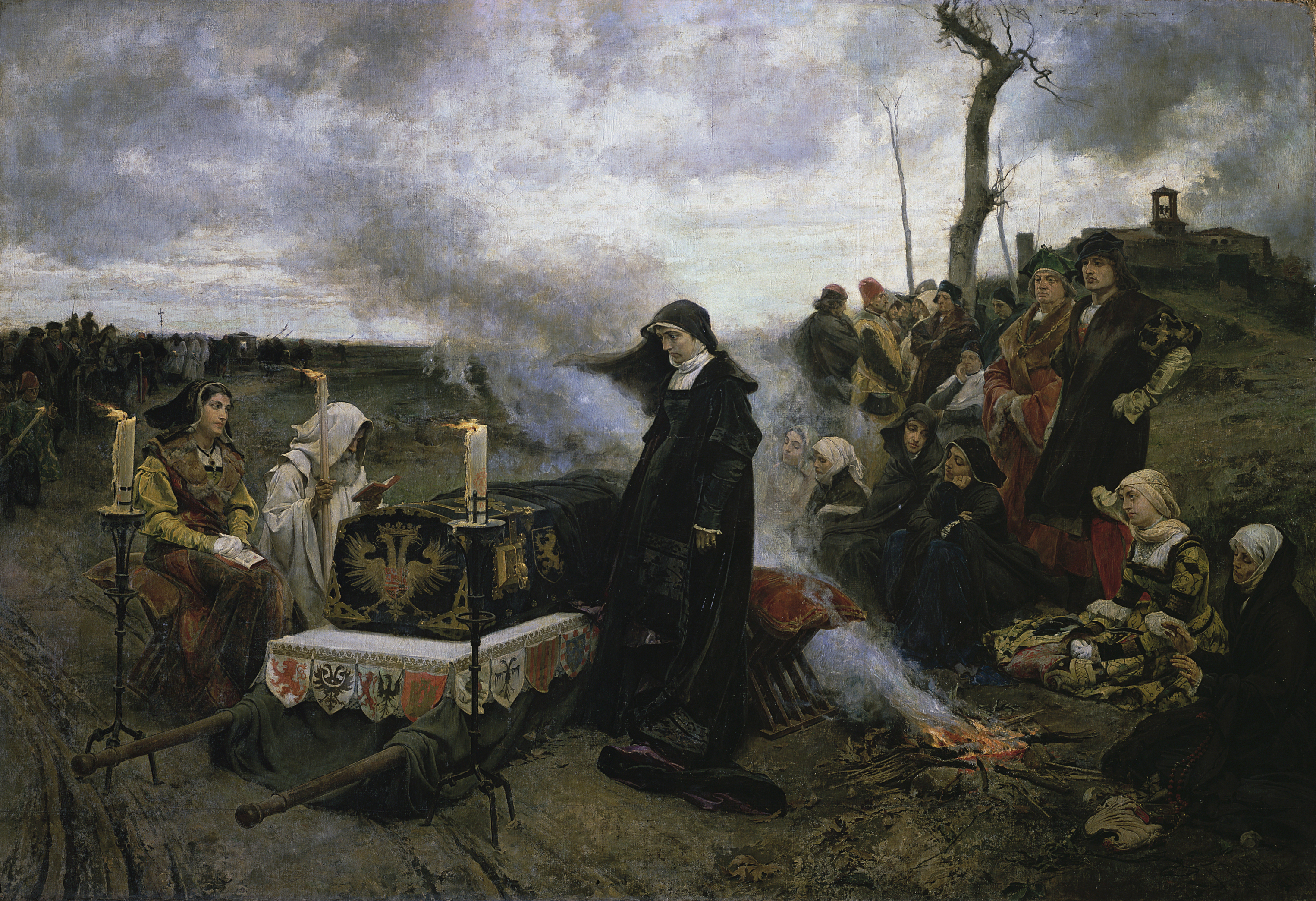
Doña Juana “la Loca” por Francisco Pradilla, Museo del Prado.

En 1565, con ocasión de la peste, el regimiento de la ciudad de Burgos se trasladó durante varios meses a la villa de Arcos. También residió en la villa Doña Juana I de Castilla “la Loca” en 1507 acompañada del cadáver de su esposo, don Felipe I de Castilla “el Hermoso”, poco antes de ser definitivamente encerrada en tierras de Valladolid. La presencia de la reina y su corte en Arcos y las frecuentes visitas de su padre don Fernando II de Aragón “el Católico” hicieron de la villa centro de importantes decisiones políticas.
Por otra parte, Arcos fue extraordinariamente conocido a nivel nacional por sus famosas “injerteras” o viveros de árboles “de fruto y no fruto” que convirtieron su amplio término municipal en un verdadero bosque de plantones que, en disputada concurrencia comercial, inundaban los mercados de la Rioja, tierras de Toro, Madrid, la Alcarria y Toledo, entre otros muchos lugares.
Teniendo en cuenta los datos históricos reseñados, no es de extrañar que en el siglo XIX, Pascual Madoz se hiciera eco en su Diccionario Histórico Geográfico del renombre de la villa, así como de la existencia de varios palacios de la nobleza burgalesa que tenían allí su segunda residencia, junto con el Palacio Arzobispal construido en el siglo XVI por el Arzobispo Cristrobal Vela: “Hay además otros tres palacios, de los que dos corresponden al conde de Berberana, y el otro al marqués de Lorca; uno de aquellos está en buen estado, otro en mediano y el último bastante derruido”. Villa que formaba parte del Partido de Burgos, uno de los catorce que formaban la Intendencia de Burgos, en su categoría de pueblos solos, durante el periodo comprendido entre 1785 y 1833, en el Censo de Floridablanca de 1787, jurisdicción de abadengo siendo su titular el Arzobispado de Burgos, alcalde ordinario.
Por último, desde el punto de vista de la administración eclesiástica, la parroquia de Arcos fue hasta hace muy poco tiempo cabeza de vicaría integrada pro diecinueve villas y lugares que se reunían en torno a su arcipreste para el estudio de casos morales y el buen funcionamiento pastoral del entorno de la villa arqueña.

### El peregrinaje de la Reina Juana I de Castilla
Juana nace en Toledo en 1479. Era la tercera hija de los Reyes Católicos, que la casaron en 1496 con el archiduque austriaco Felipe de Habsburgo (Felipe I, el Hermoso), hijo de Maximiliano, Archiduque de Austria y emperador del Sacro Imperio Romano-Germánico. La muerte de sus hermanos mayores la convierten en la heredera de las coronas de Castilla y Aragón.
El 26 de noviembre de 1504, muere Isabel la Católica, y son proclamados herederos Dña. Juana y su esposo Don Felipe el Hermoso. En estas fechas, Juana y Felipe están en Flandes. Tienen que volver a Castilla y Felipe, temiendo morir en el viaje, hace testamento el 26 de diciembre de 1504 en el que expresa su deseo de ser enterrado en Granada, junto a la tumba de Isabel.
Debido a los preparativos del viaje, una estancia prolongada en Inglaterra y varias tempestades en su recorrido, no llegan a Burgos hasta el 7 de septiembre de 1506.

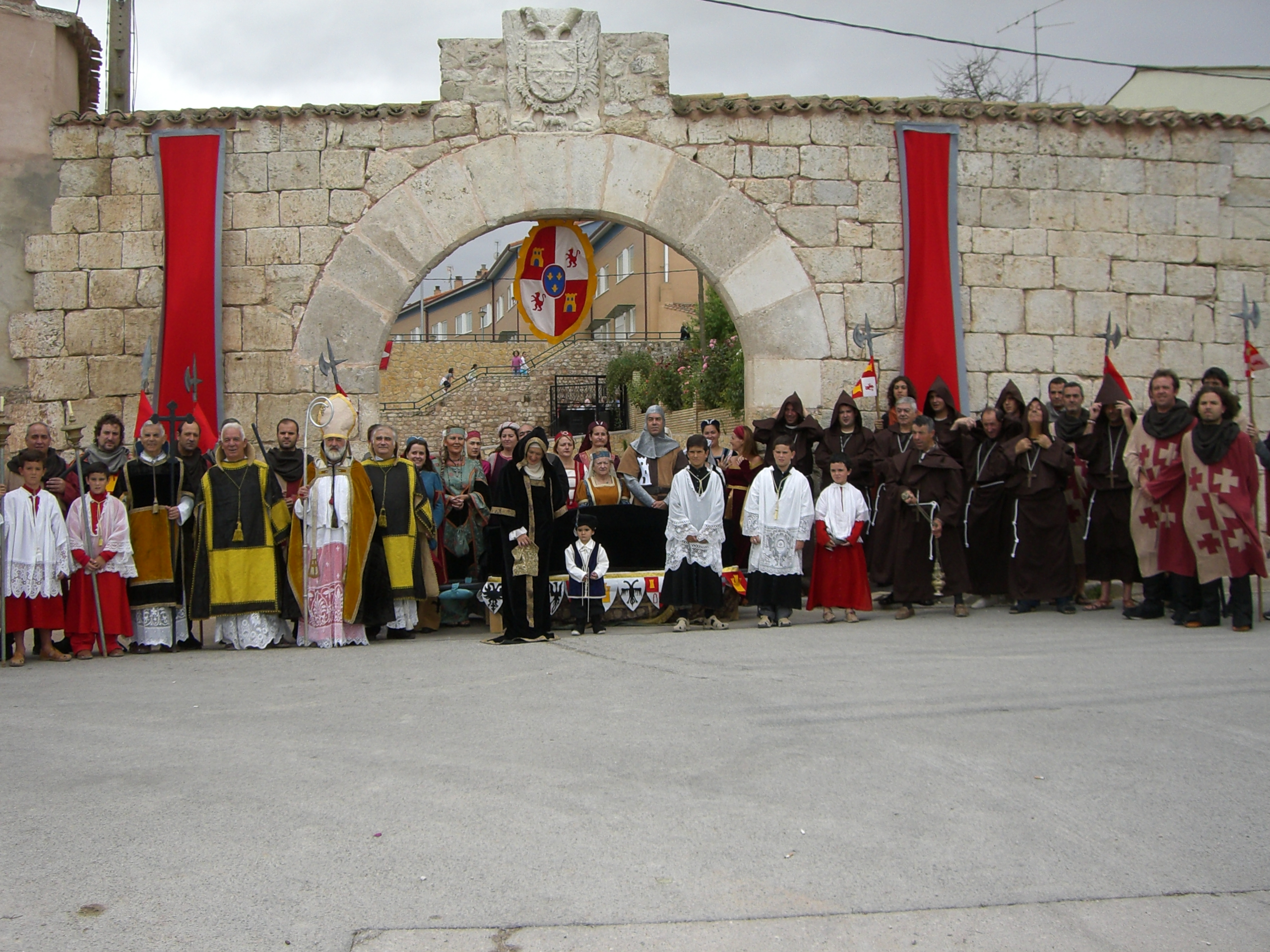
Integrantes de la representación teatral "Ciega razón" 2007 en el arco de abajo.

Dieciocho días después de su llegada, Felipe muere en la Casa del Cordón (Burgos). Era el 25 de septiembre de 1506. Relatan las crónicas de la época que el cuerpo fue trasladado a la Cartuja de Miraflores y, una vez allí, ella se hizo confeccionar ropajes de luto de corte religioso. Todas las semanas bajaba al sepulcro y permanecía horas allí, besando los pies al cadáver de su marido. El 20 de diciembre se presenta de nuevo allí tras la misa y jura que no descansará hasta llevar el cuerpo de su marido a la iglesia de Granada, atendiendo los deseos expresados por Felipe en su testamento (excepto su corazón que deseaba que se mandase a Bruselas, como así se hizo). El cortejo partió con Juana embarazada de ocho meses.
Sale de la Cartuja de Miraflores el 20 de diciembre de 1506 en dirección a Torquemada, donde da a luz a Catalina.
Continúa hacia Hornillos de Cerrato, Tórtolas de Esgueva, Santa María del Campo y, el 10 de octubre de 1507 llega a Arcos de la Llana.
En esta localidad permanecerá casi 16 meses, custodiando el cadáver de su esposo Felipe y cuidando de sus hijos Catalina y Fernando.
Actualmente en la villa de Arcos tiene lugar una representación teatral la última semana de agosto. Tanto el guion, la dirección, como los actores, figurantes (más de sesenta) y organización, está compuesta por vecinos de Arcos. Durante esa semana tienen lugar múltiples actividades y actuaciones: teatro, música antigua, música árabe, música folk, música de autor, conferencias, exposiciones, etc. Todo ello encaminado a conocer esta trascendental etapa de la historia que acaeció en la villa.

#### Artículo: Itinerario de una locura de amor. Elías Rubio Marcos
[...]El 29 de octubre de 1507 Fernando el Católico deja a su hija en Arcos de la Llana, y aquí permanecería hasta febrero de 1509, en compañía de su hija menor, la infanta Catalina. La Reina se había negado a ir con su padre a Burgos por los malos recuerdos que de esta ciudad tenía, y no hubo modo de convencerla de que pasara de aquella población. Así, la pequeña y amurallada villa de Arcos, que por entonces debía estar bien dotada de casas palaciegas, entre ellas aquella en la que veraneaban los obispos, fue testigo durante año y medio del aislamiento político de su reina y de su profunda amargura.

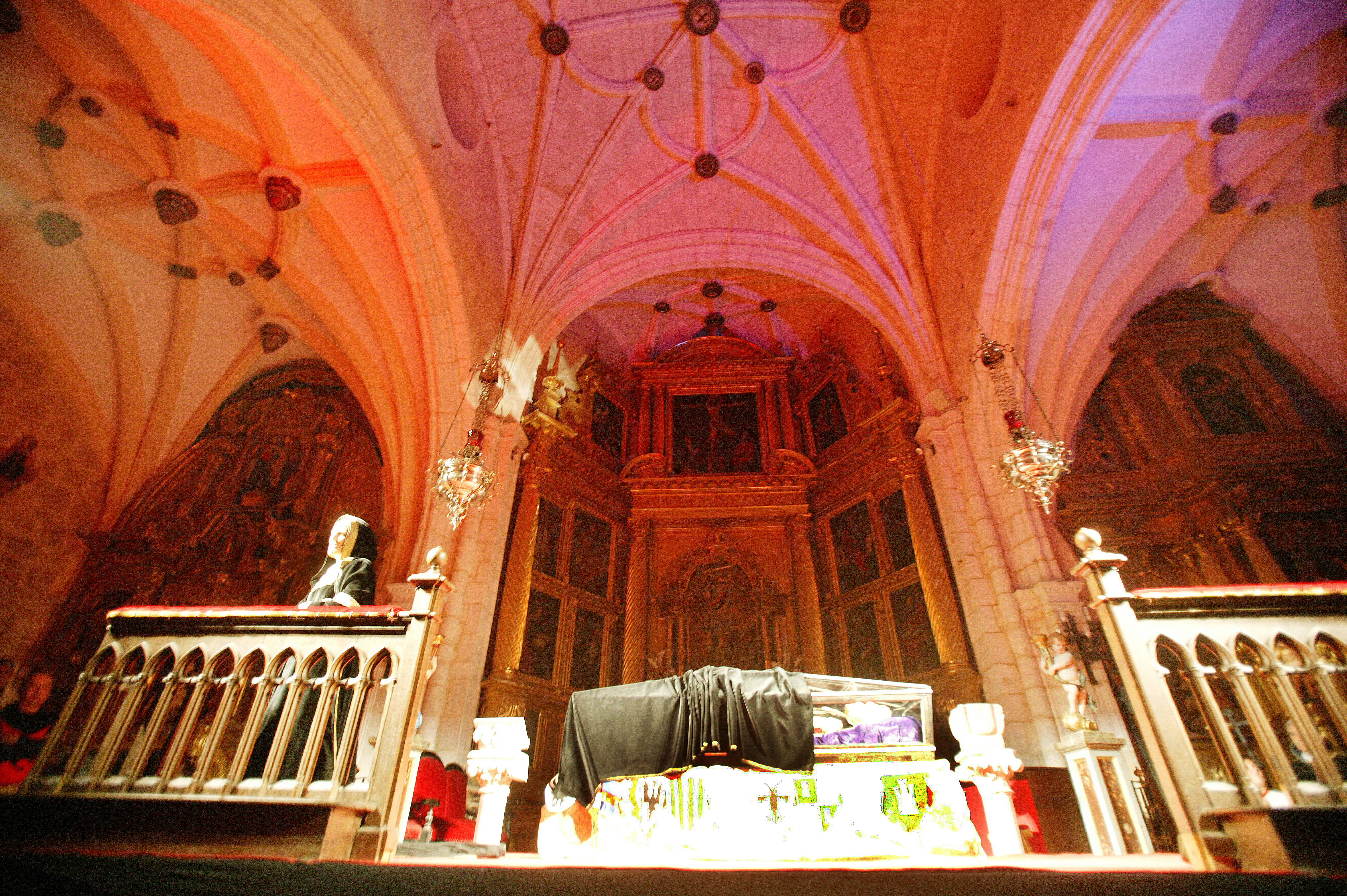
Representación teatral en el interior de la iglesia de la villa

Hay sin embargo un aspecto que no está suficientemente claro, y es el que se refiere al lugar en el que se alojó doña Juana durante su estancia en la localidad arqueña. Si hay que atenerse a los autores que han escrito sobre este aspecto, parece que ese lugar pudo ser el mencionado Palacio Episcopal, aunque ello podría estar en contradicción con el ánimo de la reina, ya que, como bien es conocido, prefería en su triste viaje lugares más humildes para esconder su pena. Esa contradicción estaría, además, confirmando lo que la tradición oral de Arcos se ha encargado de transmitir a lo largo de los siglos, que "Juana la Loca" vivió en un palacio que había junto a la puerta norte de la villa. Ese palacio ya no está; sus ruinas, desgraciadamente, desaparecieron hace pocos años, y en su lugar se alza ahora un bloque de viviendas de ladrillo caravista. De todos modos, tratándose de una estancia larga no puede resultar extraña su residencia en el palacio de verano de los obispos.
Hay constancia documental de los arreglos y modificaciones que fueron hechos en la casa en la que vivió la reina, así como de numerosas compras que se hicieron para su servicio, como por ejemplo diversos braseros y una lámpara, pero no de cuál fue la casa. En cualquier caso, fuera en el palacio de verano de los obispos o en cualquier otro, lo que está probado es que la reina se trasladaba todos los días a la iglesia arqueña para velar el cadáver de su marido y asistir a los oficios fúnebres que en su honor se celebraban por su mandato.
Sobre lo que la tradición oral dice de la permanencia de la reina en Arcos, y del palacio en el cual se instaló, he aquí las versiones recogidas:

"Ahí no había nada, era una finca de cultivo. Fue un palacio que se llamaba El Palacio de doña Juana la Loca, dice[n] que si llegó a vivir ahí [...]. Pues como no estaba bien de eso [de salud mental], la tenían ahí. Porque dicen que algunos días iba a Burgos a por una caja de cerillas; se lo oí yo a mis antepasados, a mi abuelo y a mi padre. ¡Coño, pues porque no estaba bien! ¡Como si se le hubiese ocurrido otra cosa! Yo no he oído más que eso. Dicen que cogía el anda niños y [se iba] hasta Burgos. Hubo un palacio cuando ella vivía; he conocido piedras por donde la tapia esa, se ve que sería aquello [el palacio]. [...] Por lo visto, aquí no venía más que ella [doña Juana]"
sic. Pío González, informante de 83 años

"Yo he oído que la tuvieron encerrada, me parece. Me acuerdo que había aquí un terreno que me parece que era donde estuvo el palacio de la Juana. Este pueblo estuvo amurallao, y este arco le llaman El Arco de Abajo. Había otro [arco] y le tiraron los camiones. Es que ahí debía ser...; en esa finca que tenía encima del arco, [en] esa es [en] donde estuvo la Juana, pero ahora está toda edificada. [...] Yo he oído que se volvió loca por eso, porque se le murió el marido"
sic. Vicente Saiz Ibáñez, informante de 79 años

"Yo no conocía más que la tierra y las piedras [del palacio] que había. Yo siempre [he oído] que Juana la Loca vivió aquí. Decíamos: "la finca del Palacio de doña Juana la Loca". Siempre me han dicho los padres: aquí vivió Juana la Loca"
sic. Pilar Saiz, informante de 82 años

La tradición de los arqueños, pues, es contraria a la versión de que la reina se aposentó en el palacio de los obispos, como se ha escrito.

### Las cuatro tazas de plata
Las cuatro tazas de plata, propiedad del Ayuntamiento de Arcos de la Llana, llevan una misma inscripción, que corresponde a lo reglamentado entonces. Además figura incisa la fecha: 1843. Troquelados en el borde inferior del recipiente están: el signo del marcaje de Burgos y los apellidos del platero autor de las piezas y del marcador que daba fe de la ley y calidad del metal empleado; en este caso, plata.
La marca de Burgos se corresponde con el escudo de la ciudad: Una cabeza coronada y en busto, tres castillos. El artífice firma FRESNO, y el marcador BLAS. Claudio Fresno está documentado entre 1801 y 1849. Se sabe que estuvo casado con Isabel Ruiz y que además de platero fue "fiel almotacén" (encargado del contraste) de la ciudad de Burgos, a partir de 1849. Trabajó para la catedral de Burgos y para diversas parroquias de la ciudad y provincia.
Estas tazas se daban en custodia a los concejales mientras duraba su mandato.

## Monumentos y lugares de interés

### Iglesia de San Miguel Arcángel

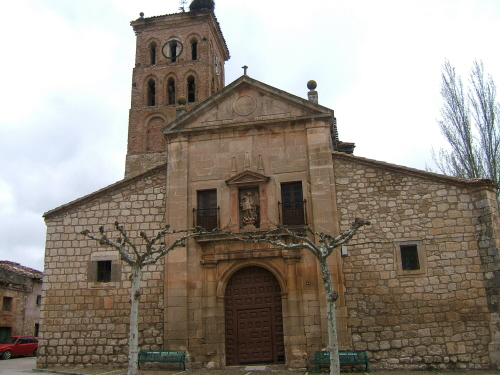
Vista portada de la iglesia de San Miguel Arcángel

La torre mudéjar de la iglesia de San Miguel Arcángel es uno de los más raros y bellos ejemplares de este estilo en el ámbito castellano-leonés, y junto con la iglesia de San Cosme y San Damián (Medinilla de la Dehesa), las únicas de toda la provincia. Se encuentra en uno de los extremos de la iglesia arropada por sillares de piedra perfectamente escuadrados. El primer cuerpo de la torre, de piedra, es de estilo románico y se levanta sobre una bóveda de cañón. Recientemente restaurada tanto por dentro como por fuera, luce un color que domina sobre el valle, aunque ha sido despojada del nido de la pareja de cigüeñas, símbolo desde hace décadas. La subida a la torre le brindará la oportunidad de divisar este hermoso pueblo.
El pórtico de estilo renacentista fechado en 1637 contrasta con otro pórtico de estilo románico hoy en desuso.
En el interior hay tres naves y un crucero muy poco desarrollado, cubierta con bóvedas estrelladas de finales del siglo XV y principios del XVI. La nave central termina en un ábside rectangular actualmente cubierto con un altar dorado de estilo barroco dedicado a San Miguel, con pinturas adquiridas a mediados del siglo XVII en un taller de Madrid por el arzobispo de Burgos. Todo el interior ha sido restaurado, el yeso que recubría los hermosos sillares de toda la nave ha sido retirado en 2008. Estos trabajos han dejado a la luz el arco por donde subían las antiguas escaleras a la torre, que se hallaban en la zona posterior de la nave central.

### Palacio arzobispal
El anterior palacio ya se cita en 1400. En él residió la reina Juana en 1507 a 1509. En 1566, el 18 de noviembre, el Cardenal Mendoza y Bobadilla murió en Arcos de la Llana huyendo de la peste que asolaba Burgos. Murió, a pesar de todo, en dicho palacio. Unos años antes mandó hacer en él un colegio-seminario para los nuevos sacerdotes de la diócesis de Burgos. El actual palacio fue edificado en la segunda mitad del siglo XVI por mandato y a expensas del Arzobispo Cristóbal de Vela Acuña.Fue construido en piedra de sillería, de dos pisos, con bella portada renacentista, está coronado por un escudo y un patio de buen tamaño y proporciones, formado por arcos de igual estilo, sostenidos por columnas cilíndricas con capiteles de hojas, más una amplia escalera.

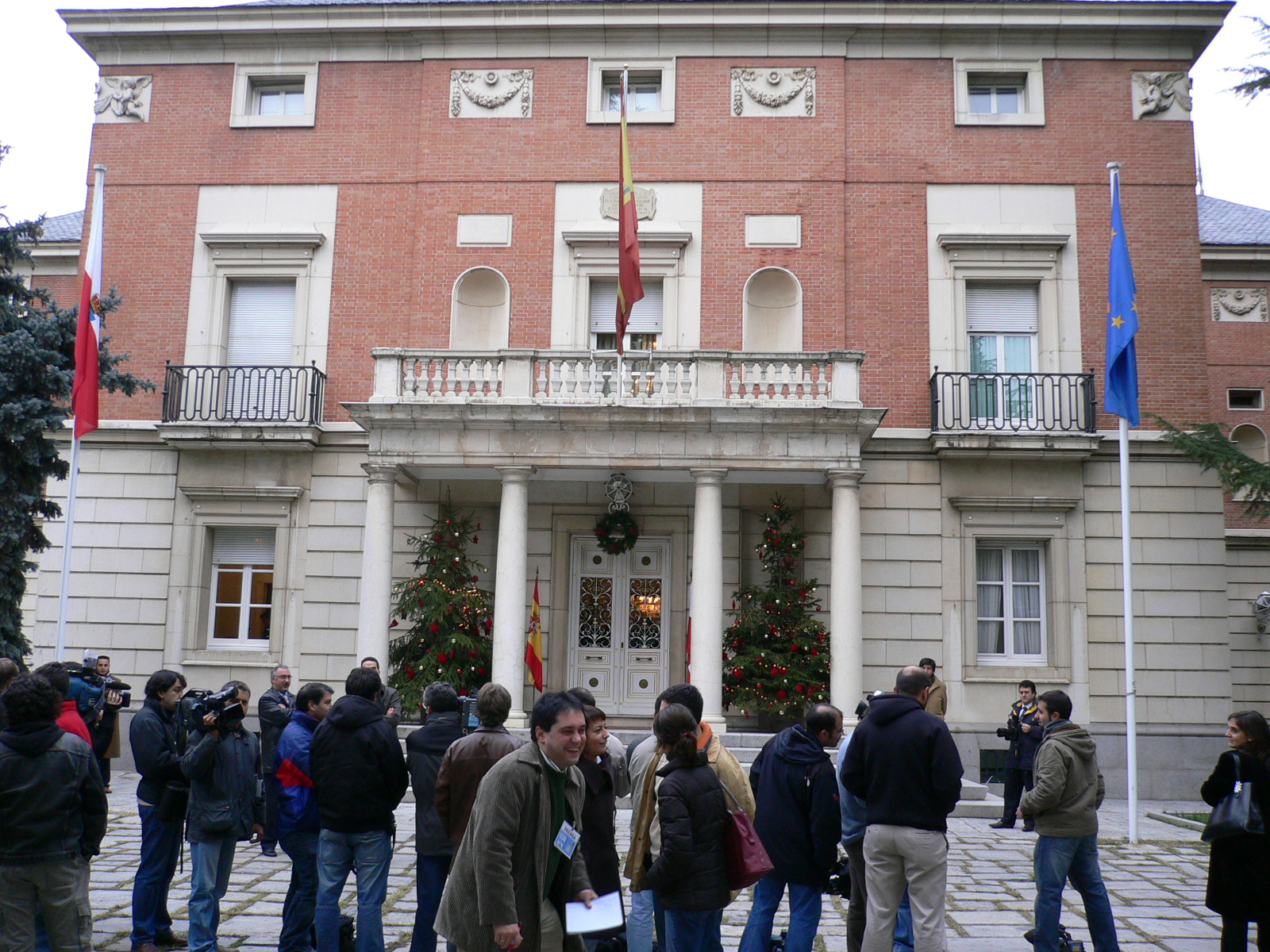
La Moncloa

Las columnas del Palacio de la Moncloa, sede de la Presidencia del Gobierno de España, proceden del claustro del Palacio de Arcos de la Llana, en el valle burgalés del Cavia, que fue, en otros tiempos, residencia veraniega de los obispos de aquella diócesis. Construido en el siglo XVI, el arzobispado castellano lo vendió a una fábrica harinera por 26 000 pesetas. Lo hizo con una condición: el comprador «debía renunciar a las columnas del claustro, lo que implicaba su desmantelamiento», afirma Gonzalo Santonja. El prelado quería realizar ese regalo al jefe del Estado. Así, las 12 columnas –«arrancadas de cuajo y sin miramientos»– que antaño «vertebrasen el claustro» del palacio burgalés configuran hoy la imagen más conocida de la residencia oficial del presidente del Gobierno español.

### Torreón de los Gallo

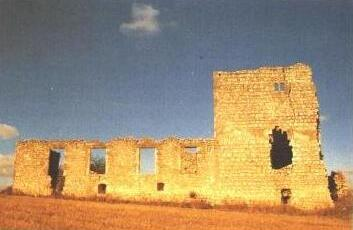
El Torreón de los Gallo.

Este castillo también ha sido llamado como “Torreón de Santibáñez” y está ubicado en el término de Arcos, cerca del río Ausín y de Villariezo.
Se trata de una fortaleza de 42 x 42 m, con una torre de 12 x 14 metros y su patio o huerta. Cerca de la torre había una capilla, llamada de la Asunción, cuyos restos aún existen. La torre es de estilo medieval, con sus pequeñas ventanas y la puerta de estilo gótico. El resto fue un palacio de estilo renacentista, con grandes ventanas dinteladas.
Se cita en 1499 en una carta a Fernando de Covarrubias, vecino de Burgos, para que éste no venda su “casafuerte de Santibáñez”, a las puertas de la villa de Arcos, a ninguna persona poderosa. Entre el año 1516 y el 1529 perteneció a don Antonio Astudillo y su mujer María de Miranda. En 1529 pasa a pertenecer a la ilustre familia de los Gallo y será suya hasta el siglo XIX. En el año 1847, el torreón y los molinos seguían siendo propiedad de la familia Gallo, pero no era habitable.
Ya en el siglo XX, el torreón con sus tierras anejas pertenecían a una persona conocida como “La Campesina” que en el año 1967 vendió dichas heredades a varios vecinos de Arcos, Villariezo y Villagonzalo.
El edificio se fue deteriorando de forma acelerada, siendo objeto de constantes expolios de piedras y objetos ornamentales, a pesar de ser un Bien de Interés Cultural. (BIC) desde el 22 de abril de 1949, con la categoría de Castillo–Monumento, publicado en el B.O.E. el 5 de mayo de 1949.

## Administración y política

### Urbanismo
El municipio cuenta con Normas Subsidiarias Municipales de Planeamiento aprobadas definitivamente el 11 de abril de 1995. Fueron revisadas pasando a denominarse Normas Urbanísticas Municipales, aprobadas definitivamente el 1 de agosto de 2002.
Plan Parcial Sector PP-1, promovido por Promociones Inmobiliarias Promditec, S.L, con una superficie de 65.323 m² y uso predominante residencial para 130 viviendas  (enlace roto disponible en Internet Archive; véase el historial, la primera versión y la última)..